# Clasificación académica de universidades de Iberoamérica
Clasificación académica de universidades son las listas ordenadas que clasifican y acomodan a las universidades e instituciones de educación superior e investigación, de acuerdo a una rigurosa metodología científica de tipo bibliométrico que incluye criterios objetivos medibles y reproducibles, por ello el nombre de "académica".

## Clasificaciones académicas

### Universidades iberoamericanas en la clasificación de CWUR
El Center for World University Rankings (CWUR) publica el único ranking universitario mundial que mide la calidad de la educación y la capacitación de los estudiantes, así como el prestigio de los miembros de la universidad y la calidad de su investigación sin depender de encuestas y presentaciones de datos universitarios.
CWUR utiliza siete indicadores objetivos y sólidos para clasificar las 1000 mejores universidades del mundo:
1. Calidad de la educación, medida por el número de exalumnos de una universidad que han ganado importantes premios internacionales, premios y medallas en relación con el tamaño de la universidad (15%).
2. Empleo de exalumnos, medido por el número de exalumnos de una universidad que han ocupado puestos de CEO en las principales empresas del mundo en relación con el tamaño de la universidad (15%).
3. Calidad de la facultad, medida por el número de académicos que han ganado importantes premios internacionales, premios y medallas (15%).
4. Resultado de la investigación, medido por el número total de trabajos de investigación (15%).
5. Publicaciones de calidad, medidas por el número de trabajos de investigación que aparecen en las revistas de primer nivel (15%).
6. Influencia, medida por el número de trabajos de investigación que aparecen en revistas altamente influyentes (15%).
7. Citaciones, medidas por el número de trabajos de investigación altamente citados (10%).

| Universidad                               | 2016     | 2017     | 2018     | 2019     |
| ----------------------------------------- | -------- | -------- | -------- | -------- |
| Universidad de São Paulo                  | 02 (138) | 02 (147) | 01 (77)  | 01 (128) |
| Universidad de Barcelona                  | 01 (122) | 01 (103) | 02 (87)  | 02 (129) |
| Universidad Autónoma de Barcelona         | 03 (222) | 03 (229) | 03 (152) | 03 (195) |
| Universidad de Lisboa                     | 05 (275) | 05 (266) | 04 (220) | 04 (228) |
| Universidad Complutense de Madrid         | 04 (224) | 04 (230) | 06 (264) | 05 (249) |
| Universidad de Valencia                   | 06 (278) | 06 (287) | 07 (271) | 06 (275) |
| Universidad Autónoma de Madrid            | 07 (296) | 07 (304) | 08 (280) | 07 (277) |
| Universidad de Oporto                     | 10 (331) | 08 (313) | 05 (227) | 08 (322) |
| Universidad de Granada                    | 16 (394) | 14 (373) | 11 (318) | 09 (337) |
| Universidad de Buenos Aires               | 12 (372) | 15 (382) | 09 (293) | 10 (344) |
| Universidad Federal de Río de Janeiro     | 09 (327) | 10 (340) | 10 (298) | 11 (349) |
| Universidad Estatal de Campinas           | —        | —        | 15 (360) | 12 (353) |
| Universidad del País Vasco                | —        | —        | 14 (359) | 13 (358) |
| Pontificia Universidad Católica de Chile  | 13 (381) | 12 (345) | 12 (325) | 14 (368) |
| Universidad Pompeu Fabra                  | 14 (390) | 13 (368) | 13 (356) | 15 (391) |
| Universidad Estatal Paulista              | —        | —        | 16 (372) | —        |
| Universidad de Chile                      | —        | —        | 17 (384) | —        |
| Universidad Federal de Río Grande del Sur | —        | —        | 18 (398) | —        |
| Universidad Nacional Autónoma de México   | 11 (341) | 11 (341) | —        | —        |
| Universidad de Navarra                    | 08 (324) | 09 (326) | —        | —        |
| Universidad de Santiago de Compostela     | 15 (393) | —        | —        | —        |

### Universidades iberoamericanas en la clasificación deThe Times
El diario británico The Times publica un suplemento propio llamado "Higher Education Supplement" (THES) que es una clasificación académica con una metodología objetiva y con las siguientes valoraciones: 60 % a la "calidad de la investigación", 10 % a la capacidad de que un graduado obtenga empleo, 10 % a la "presencia internacional" y 20 % al cociente estudiantes/académicos. La metodología se explica con mayor detalle aquí (en Inglés).
| Universidad                       | 2016        | 2017        | 2018        | 2019        |
| --------------------------------- | ----------- | ----------- | ----------- | ----------- |
| Universidad Pompeu Fabra          | 2 (164)     | 2 (175)     | 1 (140)     | 1 (135)     |
| Universidad Autónoma de Barcelona | 1 (146)     | 1 (163)     | 2 (147)     | 2 (145)     |
| Universidad de Barcelona          | 3 (174)     | 3 (201-250) | 3 (201-250) | 3 (201-250) |
| Universidad de Navarra            | 6 (301-350) | 5 (301-350) | 5 (301-350) | 4 (251-300) |
| Universidad de São Paulo          | 4 (251-300) | 4 (251-300) | 4 (251-300) | 5 (251-300) |
| Universidad Autónoma de Madrid    | 5 (301-350) | 6 (351-400) | 6 (351-400) | 6 (351-400) |
| Universidad Estatal de Campinas   | 7 (351-400) | —           | —           | —           |

### Universidades iberoamericanas en la clasificación de CWTS Leiden
El Ranking CWTS Leiden es un ranking anual de universidades a nivel mundial basado exclusivamente en indicadores bibliométricos. Las clasificaciones son compiladas por el Centro de Estudios de Ciencia y Tecnología (en holandés: Centrum voor Wetenschap en Technologische Studies, CWTS) de la Universidad de Leiden en los Países Bajos. La base de datos bibliográfica de Thomson Reuters, Web of Science, se usa como fuente de publicación y cita de datos.
El Ranking de Leiden clasifica a las universidades de todo el mundo por número de publicaciones académicas de acuerdo con el volumen y el impacto de citas de las publicaciones en esas instituciones. Las clasificaciones toman en cuenta las diferencias de idioma, disciplina y tamaño institucional. Se publican múltiples listas de clasificación de acuerdo con varios indicadores bibliométricos de normalización e impacto, que incluyen el número de publicaciones, citas por publicación y el impacto normalizado de campo por publicación. Además del impacto de las citas, el Ranking Leiding también clasifica a las universidades por colaboración científica, incluida la colaboración con otras instituciones y la colaboración con un socio de la industria.
| Universidad                               | 2016     | 2017     | 2018     | 2019     |
| ----------------------------------------- | -------- | -------- | -------- | -------- |
| Universidad de São Paulo                  | 01 (11)  | 01 (7)   | 01 (8)   | 01 (8)   |
| Universidad Nacional Autónoma de México   | 02 (114) | 02 (115) | 02 (112) | 02 (108) |
| Universidad de Lisboa                     | 03 (118) | 03 (117) | 03 (120) | 03 (124) |
| Universidad Estatal Paulista              | 08 (189) | 06 (163) | 06 (150) | 04 (138) |
| Universidad de Barcelona                  | 04 (127) | 04 (132) | 04 (140) | 05 (153) |
| Universidad de Oporto                     | 05 (149) | 05 (144) | 05 (145) | 06 (159) |
| Universidad Estatal de Campinas           | 07 (178) | 07 (175) | 07 (186) | 07 (183) |
| Universidad Federal de Río Grande del Sur | 10 (222) | 10 (207) | 10 (208) | 08 (192) |
| Universidad Complutense de Madrid         | 09 (202) | 09 (179) | 08 (194) | 09 (206) |
| Universidad Autónoma de Barcelona         | 06 (155) | 08 (176) | 09 (197) | 10 (212) |
| Universidad Federal de Río de Janeiro     | 12 (239) | 11 (233) | 11 (234) | 11 (229) |
| Universidad de Valencia                   | 13 (247) | 13 (249) | 13 (254) | 12 (258) |
| Universidad de Granada                    | 11 (238) | 12 (234) | 12 (251) | 13 (267) |
| Universidad Federal de Minas Gerais       | 20 (309) | 16 (283) | 15 (290) | 14 (281) |
| Universidad de Sevilla                    | 17 (291) | 14 (269) | 14 (281) | 15 (297) |
| Universidad del País Vasco                | 19 (305) | 18 (307) | 17 (307) | 16 (308) |
| Universidad Autónoma de Madrid            | 14 (258) | 15 (270) | 16 (297) | 17 (310) |
| Universidad Politécnica de Valencia       | 16 (290) | 17 (298) | 18 (311) | 18 (322) |
| Universidad de Buenos Aires               | 15 (281) | 19 (314) | 20 (342) | 19 (356) |
| Universidad Politécnica de Cataluña       | 18 (299) | 20 (317) | 19 (337) | 20 (366) |
| Universidad de Coímbra                    | 22 (348) | 22 (349) | 21 (361) | 21 (386) |
| Universidad de Zaragoza                   | 21 (319) | 21 (338) | 22 (362) | 22 (389) |
| Universidad de Aveiro                     | 24 (361) | 23 (379) | 23 (377) | —        |
| Universidad Federal de São Paulo          | 26 (373) | 24 (385) | 24 (394) | —        |
| Universidad Politécnica de Madrid         | 25 (366) | 25 (387) | 25 (398) | —        |
| Universidad de Santiago de Compostela     | 23 (360) | 26 (392) | —        | —        |

### Universidades iberoamericanas en la clasificación de publicaciones científicas de la Universidad Nacional de Taiwán
La «Clasificación del Desempeño de las Publicaciones Científicas para las Universidades del Mundo» es realizado por el Consejo de Evaluación de la Enseñanza Superior y Acreditación de Taiwán o HEEACT por sus siglas en inglés. Este proyecto es realizado por el profesor Mu-hsuan Huang en la Universidad Nacional de Taiwán. Se emplean métodos bibliométricos para analizar y clasificar el desempeño de las publicaciones científicas de las mejores 830 universidades del mundo. Este sistema de clasificación se diseñó para universidades dedicadas a la investigación. Los indicadores predictivos utilizados en este sistema de clasificación mide el desempeño en investigación a largo y a corto plazo para cada una de las universidades estudiadas.
Este ranking evalúa y clasifica la producción científica las universidades en todo el mundo, teniendo como base tres importantes criterios: productividad (que representa hasta el 25% de la puntuación), impacto (35%) y excelencia de la investigación (40%). El sistema de clasificación fue desarrollado para evaluar el desempeño académico de universidades y dimensionar sus conquistas en lo que se refiere a la producción científica, comparando la calidad y la cantidad de las investigaciones producidas. La selección de las universidades se realiza a partir de la base de datos de Essential Science Indicators (ESI)
| Universidad                               | 2016     | 2017     | 2018     | 2019     |
| ----------------------------------------- | -------- | -------- | -------- | -------- |
| Universidad de São Paulo                  | 01 (56)  | 01 (56)  | 01 (52)  | 01 (51)  |
| Universidad de Barcelona                  | 02 (69)  | 02 (64)  | 02 (61)  | 02 (55)  |
| Universidad de Lisboa                     | 04 (195) | 04 (193) | 03 (176) | 03 (178) |
| Universidad Autónoma de Barcelona         | 03 (172) | 03 (178) | 04 (180) | 04 (181) |
| Universidad de Valencia                   | 05 (233) | 05 (232) | 05 (215) | 05 (207) |
| Universidad de Oporto                     | 08 (254) | 06 (232) | 06 (218) | 06 (220) |
| Universidad Autónoma de Madrid            | 06 (239) | 07 (240) | 08 (233) | 07 (222) |
| Universidad Nacional Autónoma de México   | 07 (241) | 08 (240) | 07 (218) | 08 (237) |
| Universidad Complutense de Madrid         | 10 (277) | 09 (296) | 09 (284) | 09 (284) |
| Universidad Estatal de Campinas           | 11 (309) | 11 (316) | 11 (305) | 10 (301) |
| Universidad de Granada                    | 09 (265) | 10 (303) | 10 (292) | 11 (309) |
| Universidad Estatal Paulista              | 14 (346) | 13 (326) | 12 (314) | 12 (327) |
| Universidad Federal de Río de Janeiro     | 12 (320) | 12 (319) | 13 (332) | 13 (350) |
| Universidad del País Vasco                | 15 (346) | 14 (350) | 14 (335) | 14 (368) |
| Universidad de Buenos Aires               | 13 (332) | 15 (357) | 16 (377) | 15 (374) |
| Universidad Pompeu Fabra                  | 16 (373) | 16 (381) | 15 (367) | 16 (379) |
| Universidad de Coímbra                    | 18 (390) | 17 (381) | 18 (399) | 17 (399) |
| Universidad Federal de Río Grande del Sur | —        | 18 (399) | 17 (392) | —        |
| Universidad de Oviedo                     | 17 (373) | —        | —        | —        |

### Universidades iberoamericanas en la clasificación de la Universidad Jiao Tong de Shanghái
Es una de las clasificaciones más conocidas mundialmente, se trata de un listado recopilado por un grupo de especialistas en bibliometría de la Universidad Jiao Tong de Shanghái en China. Este listado incluye las mayores instituciones de educación superior del mundo y están ordenadas de acuerdo a una fórmula que toma en cuenta: el número de galardonados con el Premio Nobel o la Medalla Fields ya sea retirados de la universidad (10 %) o activos en la misma (20 %), el número de investigadores altamente citados en 21 temas generales (20 %), número de artículos publicados en las revista científicas Science y Nature (20 %), el número de trabajos académicos registrados en los índices del Science Citation Index y el Social Science Citation Index (20 %) y por último el "desempeño per capita", es decir, la puntuación de todos los indicadores anteriores dividida entre el número de académicos de tiempo completo (10 %).
| Universidad                             | 2016         | 2017         | 2018         | 2019         |
| --------------------------------------- | ------------ | ------------ | ------------ | ------------ |
| Universidad de São Paulo                | 01 (101-150) | 02 (151-200) | 03 (151-200) | 01 (101-150) |
| Universidad de Barcelona                | 03 (151-200) | 05 (201-300) | 01 (151-200) | 02 (151-200) |
| Universidad de Lisboa                   | 05 (151-200) | 01 (151-200) | 02 (151-200) | 03 (151-200) |
| Universidad Autónoma de Barcelona       | 08 (301-400) | 08 (301-400) | 09 (301-400) | 04 (201-300) |
| Universidad Complutense de Madrid       | 09 (301-400) | 10 (301-400) | 04 (201-300) | 05 (201-300) |
| Universidad Nacional Autónoma de México | 02 (151-200) | 03 (201-300) | 05 (201-300) | 06 (201-300) |
| Universidad de Buenos Aires             | 04 (151-200) | 06 (201-300) | 07 (201-300) | 07 (201-300) |
| Universidad de Granada                  | 07 (201-300) | 07 (201-300) | 08 (201-300) | 08 (201-300) |
| Universidad de Valencia                 | —            | —            | —            | 09 (201-300) |
| Universidad Autónoma de Madrid          | 06 (201-300) | 09 (301-400) | 10 (301-400) | 10 (301-400) |
| Universidad Federal de Río de Janeiro   | 11 (301-400) | 11 (301-400) | 11 (301-400) | 11 (301-400) |
| Universidad Pompeu Fabra                | 14 (301-400) | 04 (201-300) | 06 (201-300) | 12 (301-400) |
| Universidad Estatal Paulista            | 15 (301-400) | 12 (301-400) | 12 (301-400) | 13 (301-400) |
| Universidad Estatal de Campinas         | —            | —            | 13 (301-400) | 14 (301-400) |
| Universidad de Oporto                   | 17 (301-400) | 14 (301-400) | 15 (301-400) | 15 (301-400) |
| Universidad Federal de Minas Gerais     | 10 (301-400) | —            | —            | —            |
| Universidad de Chile                    | 16 (301-400) | 13 (301-400) | 14 (301-400) | —            |
| Universidad de Santiago de Compostela   | 18 (301-400) | 15 (301-400) | —            | —            |
| Universidad Politécnica de Cataluña     | 12 (301-400) | —            | —            | —            |
| Universidad Politécnica de Valencia     | 13 (301-400) | —            | —            | —            |
| Universidad del País Vasco              | —            | —            | 16 (301-400) | —            |

### Universidades iberoamericanas en la clasificación Webométrica del CSIC
Esta clasificación la produce el Centro de Información y Documentación, (CINDOC) del Consejo Superior de Investigaciones Científicas (CSIC) de España. El CINDOC actúa como un observatorio de ciencia y tecnología disponible en la internet. La clasificación se construye a partir de una base de datos que incluye alrededor de 11 000 universidades y más de 5000 centros de investigación. La clasificación muestra a las 3000 instituciones mejor colocadas. La metodología bibliométrica toma en cuenta el volumen de contenidos publicados en la web, así como la visibilidad e impacto de estos contenidos de acuerdo a los enlaces externos que apuntan hacia sus sitios web. Esta metodología está basada en el llamado "Factor-G" que evalúa objetivamente la importancia de la institución dentro de la red social de sitios de universidades en el mundo
| Universidad                               | Julio 2016 | Julio 2017 | Julio 2018 | Julio 2019 |
| ----------------------------------------- | ---------- | ---------- | ---------- | ---------- |
| Universidad de São Paulo                  | 01 (50)    | 01 (71)    | 01 (71)    | 01 (74)    |
| Universidad de Barcelona                  | 04 (116)   | 03 (152)   | 03 (143)   | 02 (133)   |
| Universidad Nacional Autónoma de México   | 02 (80)    | 02 (141)   | 02 (121)   | 03 (141)   |
| Universidad Complutense de Madrid         | 05 (151)   | 04 (214)   | —          | 04 (190)   |
| Universidad de Oporto                     | 06 (167)   | 06 (229)   | 05 (205)   | 05 (208)   |
| Universidad de Lisboa                     | 15 (250)   | 12 (289)   | 08 (264)   | 06 (217)   |
| Universidad de Valencia                   | 08 (170)   | 07 (243)   | 04 (190)   | 07 (220)   |
| Universidad Autónoma de Barcelona         | 07 (168)   | 09 (249)   | —          | 08 (236)   |
| Universidad de Granada                    | 09 (178)   | 08 (243)   | —          | 09 (242)   |
| Universidad Federal de Río de Janeiro     | 12 (229)   | 05 (227)   | 07 (246)   | 10 (252)   |
| Universidad Estatal de Campinas           | 10 (188)   | 11 (271)   | 06 (241)   | 11 (259)   |
| Universidad Autónoma de Madrid            | 13 (230)   | 10 (257)   | 09 (267)   | 12 (268)   |
| Universidad Politécnica de Cataluña       | 03 (110)   | 13 (312)   | 12 (306)   | 13 (277)   |
| Universidad Politécnica de Madrid         | 16 (265)   | 15 (335)   | 10 (275)   | 14 (286)   |
| Universidad Politécnica de Valencia       | 11 (227)   | 14 (333)   | 11 (299)   | 15 (308)   |
| Universidad de Coímbra                    | 17 (275)   | 16 (343)   | 14 (321)   | 16 (322)   |
| Universidad de Chile                      | 18 (276)   | 20 (371)   | 15 (322)   | 17 (323)   |
| Universidad de Sevilla                    | 14 (234)   | 17 (356)   | 13 (317)   | 18 (325)   |
| Universidad Pompeu Fabra                  | 22 (318)   | 18 (356)   | 17 (350)   | 19 (339)   |
| Universidad Federal de Río Grande del Sur | 19 (293)   | 19 (369)   | 16 (345)   | 20 (360)   |
| Universidad de Zaragoza                   | 23 (338)   | 21 (374)   | 18 (362)   | 21 (364)   |
| Universidad Estatal Paulista              | 24 (355)   | —          | 19 (372)   | 22 (369)   |
| Universidad de Buenos Aires               | 21 (314)   | 22 (394)   | 20 (376)   | 23 (372)   |
| Universidad Federal de Minas Gerais       | 20 (298)   | —          | —          | 24 (396)   |

### Universidades iberoamericanas en la clasificación URAP
El University Ranking by Academic Performance (URAP) es una clasificación mundial elaborada y publicada en Internet desde el año 2010 por la Universidad Técnica de Medio Oriente de Turquía. La clasificación muestra a las 2000 universidades mejor colocadas. La metodología toma en cuenta el número de artículos publicados en revistas científicas, el número total de citas recibidas por los artículos publicados, el recuento de documentos que cubre toda la literatura académica, el impacto científico de las revistas en las cuales la universidad ha publicado artículos, y el número total de publicaciones realizadas en colaboración con universidades extranjeras.
| Universidad                               | 2019     |
| ----------------------------------------- | -------- |
| Universidad de São Paulo                  | 01 (38)  |
| Universidad de Barcelona                  | 02 (58)  |
| Universidad de Lisboa                     | 03 (122) |
| Universidad Autónoma de Barcelona         | 04 (133) |
| Universidad de Oporto                     | 05 (179) |
| Universidad Nacional Autónoma de México   | 06 (188) |
| Universidad de Valencia                   | 07 (210) |
| Universidad Complutense de Madrid         | 08 (228) |
| Universidad Autónoma de Madrid            | 09 (232) |
| Universidad de Granada                    | 10 (242) |
| Universidad Estatal de Campinas           | 11 (258) |
| Universidad Estatal Paulista              | 12 (261) |
| Universidad del País Vasco                | 13 (269) |
| Universidad Federal de Río de Janeiro     | 14 (289) |
| Universidad de Coímbra                    | 15 (320) |
| Universidad de Buenos Aires               | 16 (331) |
| Universidad Federal de Río Grande del Sur | 17 (336) |
| Universidad de Sevilla                    | 18 (341) |
| Universidad Federal de Minas Gerais       | 19 (360) |
| Universidad de Chile                      | 20 (361) |
| Pontificia Universidad Católica de Chile  | 21 (372) |
| Universidad Pompeu Fabra                  | 22 (378) |
| Universidad Politécnica de Cataluña       | 23 (383) |
| Universidad de Aveiro                     | 24 (393) |
| Universidad de Zaragoza                   | 25 (395) |
| Universidad de Santiago de Compostela     | 26 (396) |

### Universidades iberoamericanas en la clasificación SCImago
SCImago Institutions Rankings, ha publicado su ranking internacional de instituciones de investigación a nivel mundial desde 2009, denominado SIR World Report. El SIR World Report es un trabajo del Grupo de Investigación SCImago, una organización de investigación con sede en España consistente en miembros del Consejo Superior de Investigaciones Científicas (CSIC), la Universidad de Granada, la Universidad Carlos III de Madrid, la Universidad de Alcalá, la Universidad de Extremadura y otras instituciones educativas en España. Este ranking mide áreas como resultados de la investigación, colaboración internacional, impacto y tasa de publicaciones.
| Universidad                               | 2016     | 2017     | 2018     | 2019     |
| ----------------------------------------- | -------- | -------- | -------- | -------- |
| Universidad de São Paulo                  | 01 (76)  | 01 (71)  | 01 (82)  | 01 (49)  |
| Universidad de Barcelona                  | 02 (175) | 02 (151) | 02 (213) | 02 (182) |
| Universidad de Lisboa                     | 03 (200) | 04 (202) | 03 (249) | 03 (222) |
| Universidad Autónoma de Barcelona         | 04 (202) | 03 (195) | 04 (267) | 04 (232) |
| Universidad Nacional Autónoma de México   | 10 (313) | 06 (272) | 06 (313) | 05 (254) |
| Universidad de Oporto                     | 05 (205) | 05 (233) | 05 (312) | 06 (279) |
| Universidad Complutense de Madrid         | 07 (290) | 09 (304) | 08 (364) | 07 (306) |
| Universidad Autónoma de Madrid            | 11 (318) | 07 (285) | 07 (360) | 08 (328) |
| Universidad Estatal Paulista              | 21 (370) | 12 (339) | —        | 09 (330) |
| Universidad Estatal de Campinas           | 09 (310) | 08 (296) | 09 (371) | 10 (346) |
| Universidad de Valencia                   | 13 (328) | 11 (334) | 12 (395) | 11 (359) |
| Universidad Federal de Río de Janeiro     | 16 (353) | 16 (365) | —        | 12 (377) |
| Universidad de Granada                    | 12 (327) | 14 (345) | —        | 13 (388) |
| Universidad Politécnica de Valencia       | 08 (308) | 10 (311) | 10 (388) | —        |
| Universidad Politécnica de Cataluña       | 06 (247) | 13 (344) | 11 (390) | —        |
| Universidad Federal de São Paulo          | —        | 18 (371) | —        | —        |
| Universidad Federal de Río Grande del Sur | 24 (388) | 19 (372) | —        | —        |
| Universidad Federal de Minas Gerais       | 26 (400) | 22 (387) | —        | —        |
| Universidad de Coímbra                    | 23 (386) | 20 (383) | —        | —        |
| Universidad Nueva de Lisboa               | 14 (340) | 25 (395) | —        | —        |
| Universidad de Sevilla                    | 18 (362) | 15 (345) | —        | —        |
| Universidad del País Vasco                | 22 (375) | 17 (365) | —        | —        |
| Universidad de Zaragoza                   | 15 (350) | 21 (386) | —        | —        |
| Universidad de Córdoba                    | —        | 23 (388) | —        | —        |
| Universidad Pompeu Fabra                  | 26 (400) | 24 (392) | —        | —        |
| Universidad de Murcia                     | —        | 26 (396) | —        | —        |
| Universidad de Santiago de Compostela     | 19 (364) | —        | —        | —        |
| Universidad Politécnica de Madrid         | 20 (367) | —        | —        | —        |
| Universidad del Miño                      | 17 (357) | —        | —        | —        |
| Universidad de Aveiro                     | 25 (388) | —        | —        | —        |

## Clasificaciones parcialmente académicas
Como se mencionó anteriormente, estas clasificaciones son generalmente productos de apreciaciones subjetivas. no están basados obligatoriamente en métodos bibliométricos o científicos claros y reflejan muchas veces los promedios de las opiniones de encuestados que pueden ser individuos no necesariamente con títulos académicos o con conocimiento del conjunto de las universidades del mundo. Muchas veces estos estudios son publicados por encargo de las propias universidades con el objectivo de realizar publicidad en las épocas de los registros a las universidades. Uno de los más conocidos de estos estudios es el "U.S. News & World Report College and University rankings" el cual ha recibido todo tipo de críticas por ser subjetivo y predecible. Según San Francisco Chronicle, "la mejor universidad estadounidense de acuerdo a este tipo de estudios es la más rica". Estos estudios también han sido criticados por una plétora de instituciones entre las que destacan la Universidad de Stanford y el New York Times. En México, la tradición de publicar este tipo de suplementos en la prensa, basados en encuestas de opinión subjetivas, potencialmente manipulables y sin metodología bibliométrica lo ha iniciado el diario Reforma y Selecciones del Reader's Digest, cuyas listas claramente divergen de las que se hacen a nivel mundial basadas en criterios científicos. Este tipo de listas clasificatorias son comparables, en metodología, a cualquier otra encuesta abierta al público en general. En España las publica el diario El Mundo, y en Chile el diario El Mercurio.

### Clasificación QS World University Ranking
La Clasificación mundial de universidades QS (en inglés, QS World University Rankings) es una ordenación anual de más de mil universidades del mundo dispuestas con un criterio jerárquico. Publicada por el grupo Quacquarelli Symonds, es una clasificación sectorial, regional y a la vez, global. QS publica una clasificación regional, por ejemplo el QS Asian University Ranking o el QS Latin American University Ranking, que son estudios independientes y llegan a conclusiones diferentes de las aportadas por la clasificación mundial global, gracias a los métodos empleados y a los criterios utilizados.
Este ranking es elaborado en su mayor parte por opiniones de académicos y se publica en Internet desde 2004.
| Universidad                                                 | 2017      | 2018      | 2019      | 2020      |
| ----------------------------------------------------------- | --------- | --------- | --------- | --------- |
| Universidad de Buenos Aires                                 | 01 (85=)  | 01 (75)   | 01 (73)   | 01 (74)   |
| Universidad Nacional Autónoma de México                     | 03 (128)  | 03 (122=) | 02 (113)  | 02 (103)  |
| Universidad de São Paulo                                    | 02 (120)  | 02 (121)  | 03 (118)  | 03 (116=) |
| Pontificia Universidad Católica de Chile                    | 04 (147)  | 04 (137=) | 04 (132=) | 04 (127)  |
| Instituto Tecnológico y de Estudios Superiores de Monterrey | 09 (206=) | 09 (199)  | 07 (178)  | 05 (158)  |
| Universidad de Barcelona                                    | 05 (160=) | 05 (156)  | 06 (166)  | 06 (165=) |
| Universidad Autónoma de Barcelona                           | 08 (203=) | 08 (195=) | 08 (193=) | 07 (188)  |
| Universidad de Chile                                        | 07 (200)  | 10 (201)  | 11 (208=) | 08 (189=) |
| Universidad Autónoma de Madrid                              | 10 (210=) | 07 (187)  | 05 (159)  | 09 (192=) |
| Universidad Complutense de Madrid                           | 11 (239=) | 11 (233)  | 10 (206)  | 10 (212=) |
| Universidad Estatal de Campinas                             | 06 (191=) | 06 (182=) | 09 (204=) | 11 (214)  |
| Universidad de los Andes                                    | 14 (272=) | 13 (256=) | 14 (272=) | 12 (234=) |
| Universidad de Navarra                                      | 12 (245=) | 14 (270=) | 12 (242=) | 13 (245)  |
| Universidad Nacional de Colombia                            | 13 (269)  | 12 (254=) | 15 (275=) | 14 (253=) |
| Universidad Pompeu Fabra                                    | 16 (283=) | 17 (296=) | 17 (298)  | 15 (285=) |
| Universidad Carlos III de Madrid                            | 15 (280=) | 16 (281)  | 13 (253=) | 16 (298=) |
| Universidad Politécnica de Cataluña                         | 19 (321=) | 15 (275)  | 16 (275=) | 17 (300)  |
| IE Universidad                                              | —         | —         | —         | 18 (335)  |
| Universidad de Lisboa                                       | 22 (330=) | 19 (305=) | 20 (355=) | 19 (338=) |
| Pontificia Universidad Católica Argentina                   | 18 (310=) | 24 (364=) | 23 (369=) | 20 (344=) |
| Universidad de Oporto                                       | 21 (323)  | 18 (301=) | 19 (328)  | 21 (353=) |
| Universidad Federal de Río de Janeiro                       | 20 (321=) | 20 (311)  | 21 (361)  | 22 (358)  |
| Universidad de Palermo                                      | —         | —         | —         | 23 (383=) |
| Universidad Austral                                         | 17 (308=) | 21 (331=) | 22 (367=) | 24 (400=) |
| Universidad de Belgrano                                     | 23 (352=) | 22 (337)  | 24 (384=) | —         |
| Universidad Nueva de Lisboa                                 | 24 (366=) | 23 (361=) | —         | —         |
| Universidad Politécnica de Valencia                         | —         | 25 (373=) | 18 (310=) | —         |

### Clasificación de U.S. News & World Report
El Best Global Universities es un ranking realizado en los Estados Unidos por U.S. News & World Report. Toma en cuenta la importancia de las investigaciones llevadas a cabo por la institución en cuestión, su reputación tanto regional como mundial, el número de doctorandos premiados y la colaboración con otros organismos.
| Universidad                              | 2019     |
| ---------------------------------------- | -------- |
| Universidad de Barcelona                 | 01 (98)  |
| Universidad de São Paulo                 | 02 (128) |
| Universidad Autónoma de Barcelona        | 03 (161) |
| Universidad Pompeu Fabra                 | 04 (175) |
| Universidad Autónoma de Madrid           | 05 (183) |
| Universidad de Lisboa                    | 06 (214) |
| Universidad de Valencia                  | 07 (237) |
| Universidad de Oporto                    | 08 (288) |
| Pontificia Universidad Católica de Chile | 09 (290) |
| Universidad Estatal de Campinas          | 10 (305) |
| Universidad de Granada                   | 11 (311) |
| Universidad Federal de Río de Janeiro    | 12 (346) |
| Universidad Complutense de Madrid        | 13 (355) |
| Universidad de Buenos Aires              | 14 (374) |
| Universidad Nacional Autónoma de México  | 15 (382) |
| Universidad de Chile                     | 16 (385) |